# Inkayacu
Inkayacu — вимерлий рід пінгвінів. Мав ареал у Перу під час пізнього Еоцену, близько 36 мільйонів років тому.
Майже повний скелет був виявлений в 2008 році. Пір'я дуже добре збереглися, так що частини клітин, які містять пігменти і відповідають за забарвлення пір'я, меланосоми, залишилися недоторканими. Це дозволило встановити, що ці пінгвіни були не чорно-білого забарвлення, як сучасні види, а мали сірі і червоно-коричневі відтінки. Назва Inkayacu походить з мови кечуа, в якому Inka означає «імператор», yacu — «вода».

## Опис
Хоча він був одним з перших пінгвінів, Inkayacu нагадував сучасних родичів. Він мав крила з короткими пір'ям і мав довгий дзьоб. Inkayacu мав близько 1,5 метрів заввишки і мав вагу 55-60 кг, на відміну від найбільших сьогоденних пінгвінів — імператорського пінгвіна, який має 1,2 м заввишки.
У сучасних пінгвінів структура меланосом та їх розподіл в тілі тварини крім колірного фарбування впливає на пружність і жорсткість крил. Це, у свою чергу, впливає на здатність пінгвінів плавати під водою. Меланосоми, знайдені у Inkayacu, виявилися близькими до сучасних альбатросів і буревісників. Цей факт в сукупності з відновленою структурою «найбільшого з вимерлих гігантських пінгвінів» дозволив вченим встановити, що досліджений ними зразок відноситься до тієї стадії еволюції пінгвінів, коли вони тільки-тільки відмовилися від «суперництва» за повітряну територію з іншими птахами і почали освоювати прибережне і водний простір.

## Ресурси Інтернету
- Inkayacu – Peru's Giant Fossil Penguin and the Stories Its Feathers Tell [Архівовано 3 жовтня 2010 у Wayback Machine.]
- Ancient giant penguin unearthed in Peru [Архівовано 4 жовтня 2010 у Wayback Machine.]